# 天使・想(Xiang)
『天使・想(Xiang)』（てんし・シァン）は、ビビアン・スーの日本でのファースト・アルバムである。1996年4月10日にEMIミュージック・ジャパンから12センチCD（規格品番：TOCT-9375）形式でリリースされた。全8曲収録。

## 概要
ビビアン・スーの日本での初のオリジナル・アルバムであり、デビューシングル「くちびるの神話」とセカンドシングル「共犯者」をはじめ、林海象監督の映画『海ほおずき』テーマソングを加えた全8曲を収録。初回仕様のみピクチャーレーベル、ブルーケース、サイン付きピンナップ・ポスター(両面)が封入されている。CD帯のキャッチコピーは「切ない 想いを 届けたい。イノセントな輝きとエンジェル・ヴォイス、ビビアン・スー 待望のファースト・アルバム。」。
この日本盤から数曲を韓国語歌唱した（この時点ではまだ日本語解禁されていなかったため）アルバムが『天使美少女』としてサムポニーから韓国発売された。
また、1998年11月26日に『ビビアン・スー／ファースト・アルバム(VIVIAN HSU 1ST. ALBUM) 天使・想(Xiang) NEW EDITION』（規格品番：TOCT-10587）のタイトルで再リリース。ジャケット写真を一新され、サードシングル「8月のバレンタイン」の2曲を加えた全10曲を収録。CD帯のキャッチコピーは「ビビアンの紀念すべきデビュー・アルバムに、ボーナス・トラックとしてシングルを加え、みんなが知らなかった、ビビアンのキュートな素顔がいっぱい!!」。
2013年11月13日にユニバーサル ミュージックから3rdアルバム『Natural Beauty』とのワンセット版『オリジナル・アルバム 2 for 1 天使・想(Xiang) + Natural Beauty』（規格品番：TYCN-60048）が発売された。

## 批評
CDジャーナルは、「純日本産のアイドル歌謡では最近とんと見かけなくなった、一見ほのめかし系、実はそのものずばりな歌詞を満載。濁音がいまひとつたどたどしいとこも、とってもHに聴こえちゃって。『ヤング・ジャンプ』グラビアを正しく継承した水着ポスター付き。」と評した。

## 曲目リスト
1. くちびるの神話 [4:51]
  - 作詞：友井久美子 / 作曲：松本俊明 / 編曲：福岡ユタカ
  - テレビ東京系アニメ『バーチャファイター』初代エンディングテーマ
  - エースコック「ラーメンの鉄人」CMソング
2. 100カラットの涙 (Angelic Version) [4:48]
  - 作詞：友井久美子 / 作曲・編曲：増本直樹
3. 一千一秒の秘密 (Xiang Remix) [4:30]
  - 作詞：友井久美子 / 作曲：中西圭三 / 編曲：福岡ユタカ
4. 忘れたい忘れたくない [4:53]
  - 作詞：桑原永江 / 作曲：松本俊明 / 編曲：野崎貴郎
5. ついてゆきたい [4:18]
  - 作詞：友井久美子 / 作曲：中西圭三 / 編曲：伊藤真太郎
6. 共犯者 [4:38]
  - 作詞：友井久美子 / 作曲・編曲：増本直樹
  - テレビ東京系アニメ『バーチャファイター』2代目エンディングテーマ
7. 月影で抱きしめて [4:22]
  - 作詞：友井久美子 / 作曲：松本俊明 / 編曲：福岡ユタカ
8. 海ほおずき [4:28]
  - 作詞：キハラ龍太郎 / 作曲：Dick Lee / 編曲：門倉聡
  - 映画『海ほおずき』テーマソング
9. 8月のバレンタイン [4:48] ＜NEW EDITION ボーナス・トラック＞
  - 作詞・作曲：中原めいこ / 編曲：河辺健宏
10. 我愛你 [WO AI NI] [4:26] ＜NEW EDITION ボーナス・トラック＞
  - 作詞：夏野芹子 / 作曲：松本俊明 / 編曲：野崎貴郎

## ビデオテープ
1996年4月24日に東芝EMIからVHS（規格品番：TOVF-1242）形式で発売されたミュージッククリップ（PV）を収録した映像作品。タイトルとジャケット写真は上記の初回盤と同じである。
1998年11月26日に『天使・想(Xiang) NEW EDITION』と同時に再発売された（規格品番：TOVF-1293）。
収録内容
1. 海ほおずき
2. 共犯者
3. 一千一秒の秘密
4. ついてゆきたい
5. 月影で抱きしめて
6. くちびるの神話
7. 100カラットの涙